# Björn Jordell
Björn Jordell, född 3 juli 1954 i Stockholm, är en svensk arkivarie och var 2010–2016 riksarkivarie.
Björn Jodell studerade historia och idéhistoria vid Stockholms universitet. Han har arbetat som arkivarie vid bland annat Stockholms tingsrätt och Stockholms stadsarkiv. Vid det sistnämnda var han 2003–2010 stadsarkivarie tills han våren 2010 utsågs till ny riksarkivarie efter Tomas Lidman.
Jordell är gift och har tre barn.